# Dayak

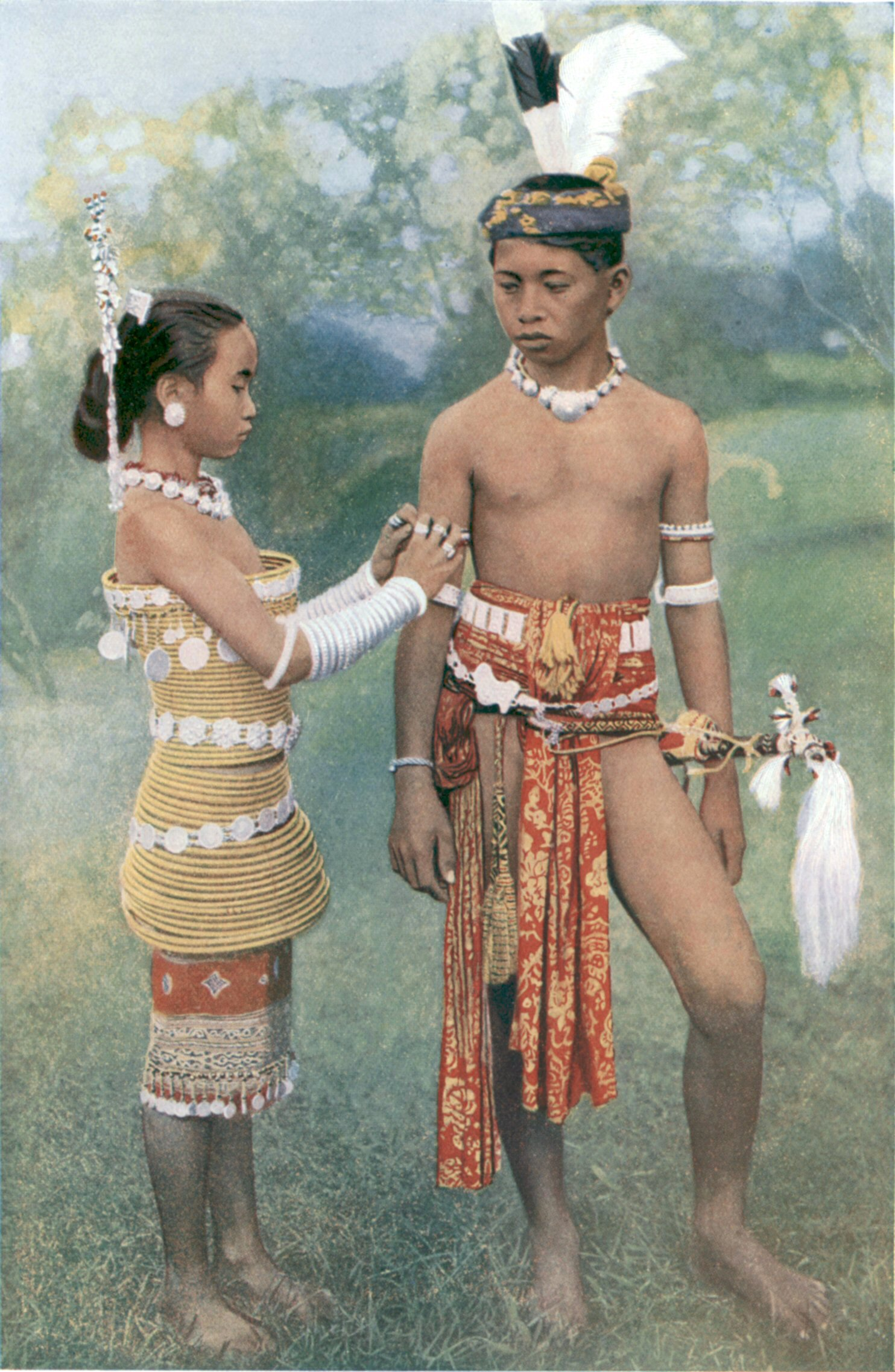
Junge Iban in Festtagskleidung, 1922.

Dayak, alternativ auch Dajak oder Dyak geschrieben, ist ein Sammelbegriff für die indigene Bevölkerung der südostasiatischen Insel Borneo. Zu den Dayak werden dutzende verschiedene Volksgruppen gezählt, die sich in Sprache, Kultur und Lebensweise teilweise gravierend voneinander unterscheiden.

## Etymologie
Der Begriff Dayak stammt vermutlich vom Wort „daya“ ab. Im bruneiischen Malaiisch bedeutet es „landeinwärts“, womit die an der Küste lebenden, muslimischen Malaien die Volksgruppen im Landesinneren beschrieben, die nicht dem Islam anhingen. In der Sprache der Bidayuh, welche selbst zu den Dayak gezählt werden, dagegen bedeutet es „Mensch“.

## Lebensraum

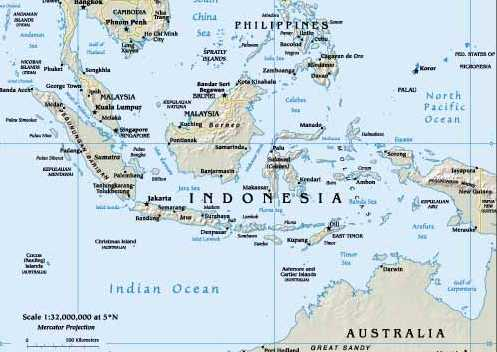
Der indonesische Archipel mit Borneo im Zentrum.

Die Siedlungsgebiete der Dayak umfassen die gesamte Insel Borneo und liegen somit im Staatsgebiet der drei Staaten Brunei, Indonesien und Malaysia.
Die Dayak gehören zu den austronesischen Völkern, die aus dem südchinesischen Raum kommend seit Mitte des 3. Jahrtausends v. Chr. Südostasien besiedelten. Die meisten Dayak-Volksgruppen sprechen eigene Sprachen, diese gehören in der Regel zum malayo-polynesischen Zweig der austronesischen Sprachfamilie.
Zu den Dayak werden unter anderem folgende Volksgruppen gezählt: Bidayuh, Kayan, Kelabit, Kenyah, Iban, Ngaju, Penan, Punan, Sihan.

## Kultur
Es gibt keine einheitliche Dayak-Kultur, da es sich um einen Sammelbegriff handelt, der etliche unterschiedliche Volksgruppen umfasst. Einige Dayakstämme leben bis in die heutige Zeit als Jäger und Sammler zurückgezogen im Primärdschungel im Innern der Insel. Diese Volksgruppen haben wenig oder keinerlei Zugang zu moderner Technik. Andere Stämme dagegen leben als sesshafte Reis- oder Sagobauern an den Ufern von Flüssen. In heutiger Zeit haben jedoch auch viele Dayak ihre ursprüngliche Lebensweise aufgegeben und führen in Städten ein modernes Leben mit Schulbildung und breitem Zugang zu moderner Technik.
Bei vielen der sesshaften Völker war und ist es üblich, in Langhäusern zu leben. Ein Langhaus ist ein einzelnes großes Gebäude, welches die gesamte Dorfgemeinschaft inklusive Wohn-, Lager- und Arbeitsräumen beherbergt. Ein solches Langhaus kann mehrere hundert Meter lang sein und Dutzende Familien beherbergen. In früheren Zeiten wurden solche Langhäuser ausschließlich aus Holz gebaut, häufig auch in Pfahlbauweise, heutzutage kommen jedoch auch moderne Baustoffe wie Beton und Wellblech zum Einsatz.

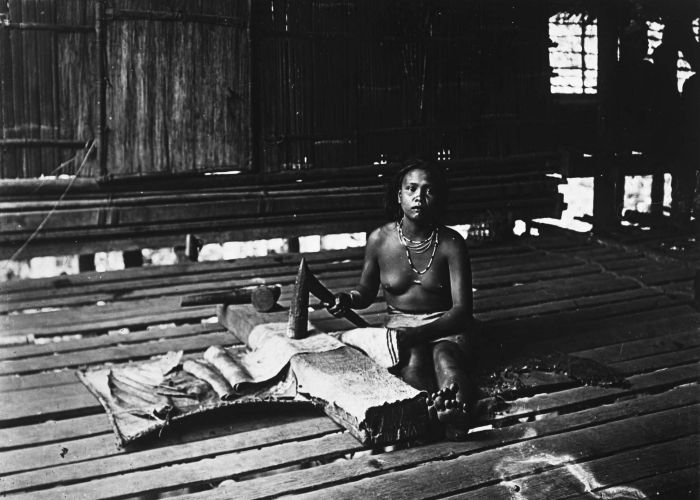
Eine Dayak-Frau in einem Langhaus klopft Rindenstreifen. Anfang 20. Jahrhundert

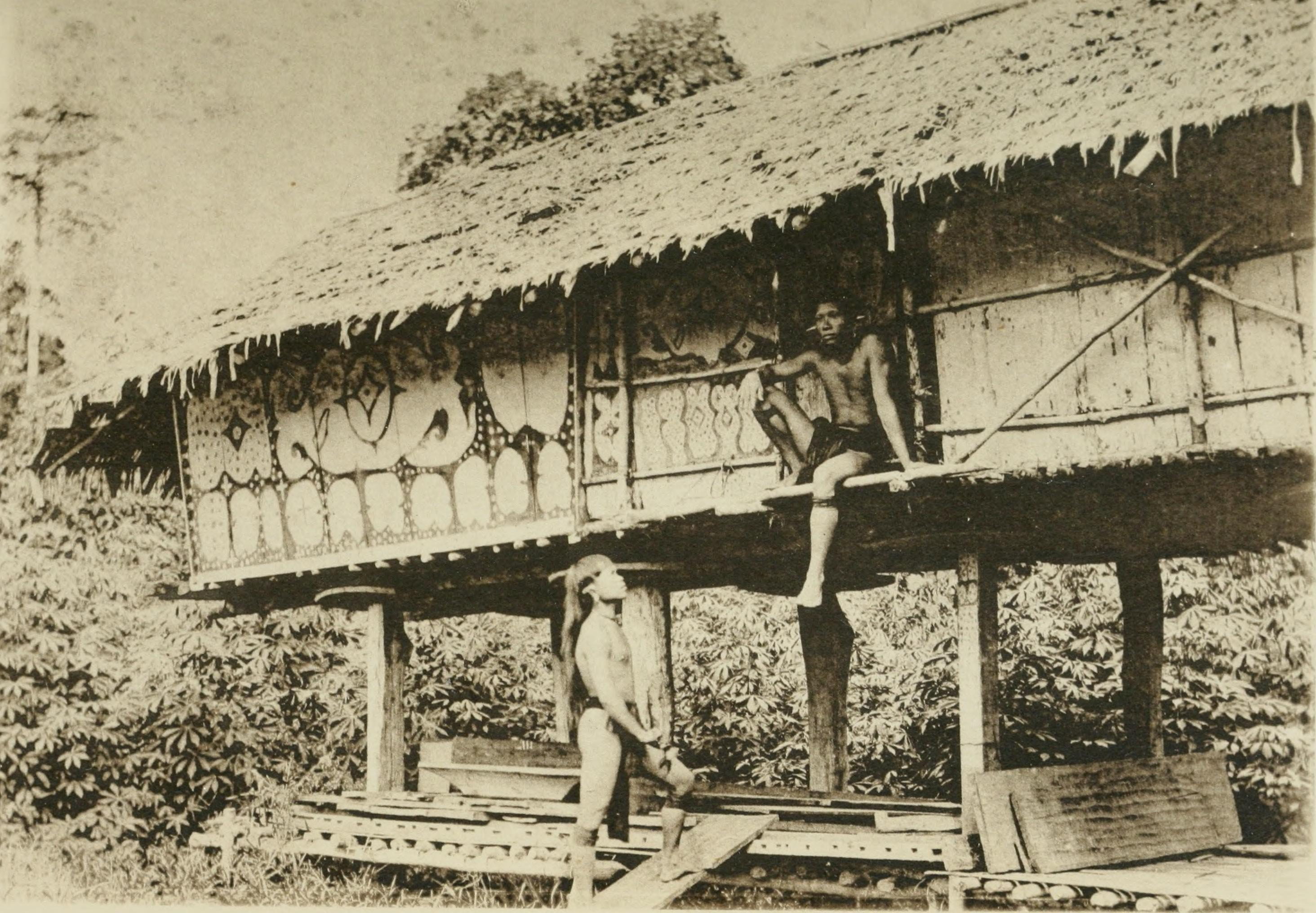
Speicherhaus zur Aufbewahrung von Reis. Die Holzscheiben an den Pfosten sollen Ratten und Mäuse abhalten, 1912

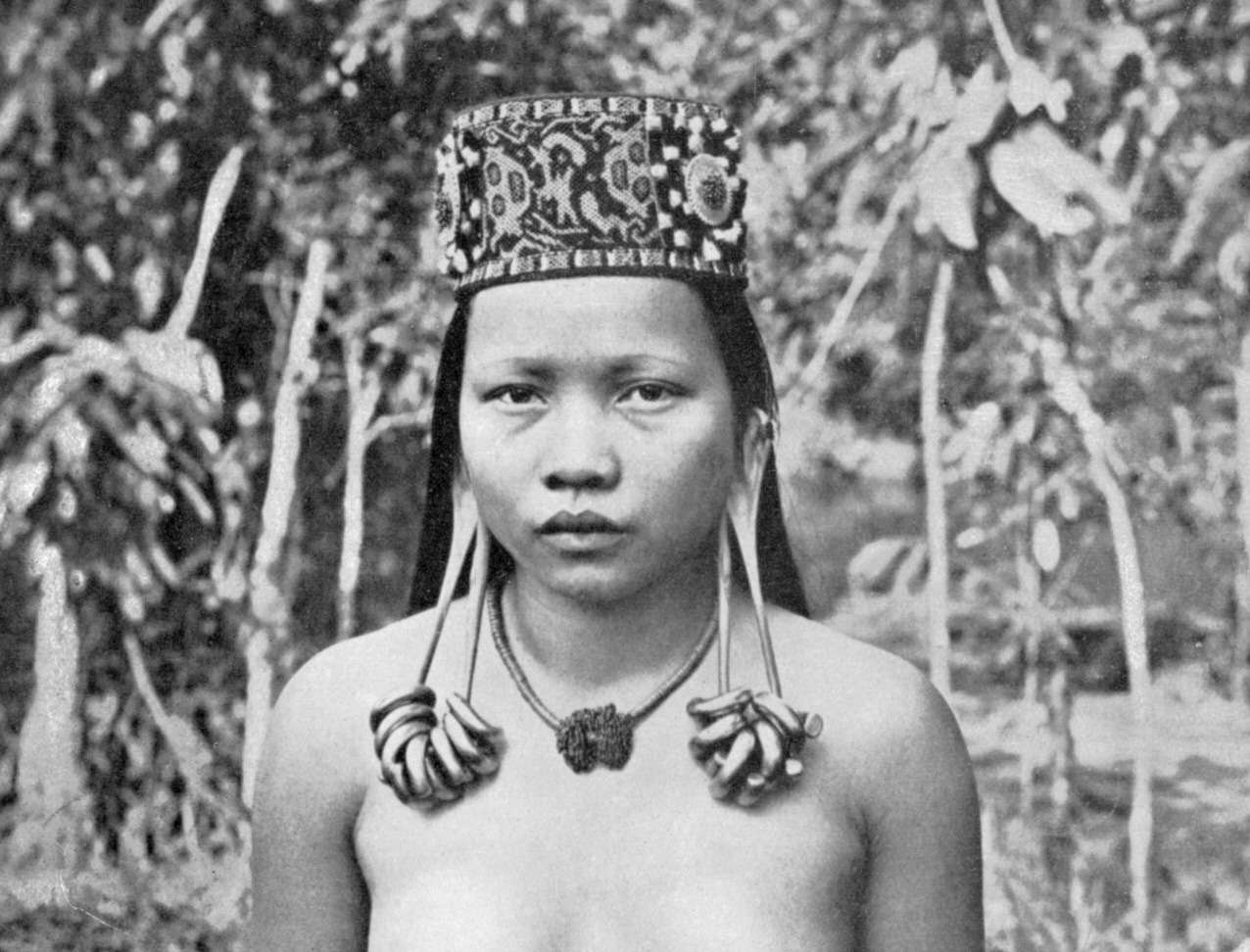
Lirongfrau mit gedehnten Ohrläppchen.

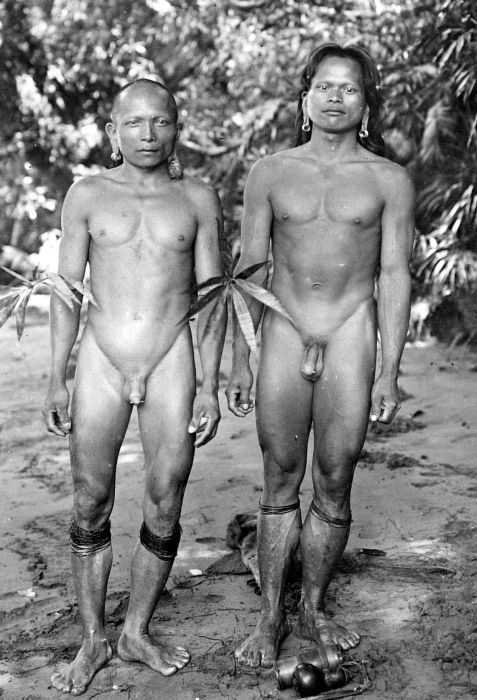
Zwei Kenyah mit Penisstab, zirka 1920.

Im Europa des 19. Jahrhunderts wurden die Dayak insbesondere deshalb bekannt, weil einige ihrer Stämme das Ritual der Kopfjagd praktizierten. Dabei wurden bei Raubzügen und Schlachten getötete Feinde enthauptet und der abgeschlagene Schädel anschließend als Kriegstrophäe mitgenommen. Da zudem einige Dayakgruppen als Piraten tätig waren, führte dies zu Auseinandersetzungen mit europäischen Kolonialtruppen. In der damaligen Berichterstattung wurden die Dayak häufig als blutrünstige Wilde dargestellt. Im Gegensatz zu anderslautenden Berichten aus damaliger und teilweise auch späterer Zeit ließ sich bei den Dayak jedoch niemals Kannibalismus nachweisen. Als Jagd- und Kriegswaffe diente die Sumpitan, eine Kombination aus Speer und Blasrohr, mit dem Giftpfeile verschossen wurden. Das Gift des  Upasbaum wirkte innerhalb von Sekunden tödlich, sobald die Haut verletzt wurde.
Körperschmuck

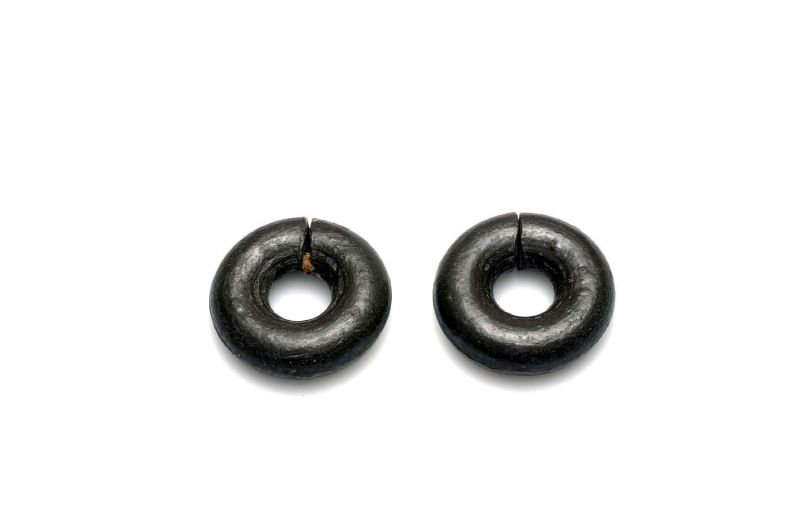
Ohrgewichte, vor 1920.

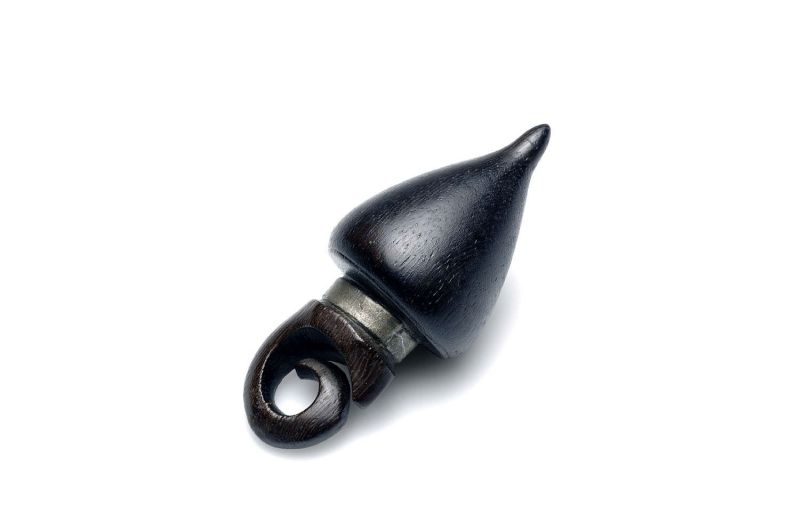
Ohrgewicht, vor 1920.

Bekanntheit haben die Dayak auch für ihren Körperschmuck erfahren. So sind bei einigen Volksgruppen spezielle Tätowierungsstile entstanden, die nur hier verbreitet sind und die sich teilweise bis heute erhalten haben. Auch existierte bei einigen Dayakstämmen der Brauch, dass Männer einen Penisstab (palang) trugen, der dem im westlichen Kulturkreis bekannten Ampallang-Piercing entspricht. Bei Frauen sind stark mit Gewichten gedehnte Ohrläppchen typisch.

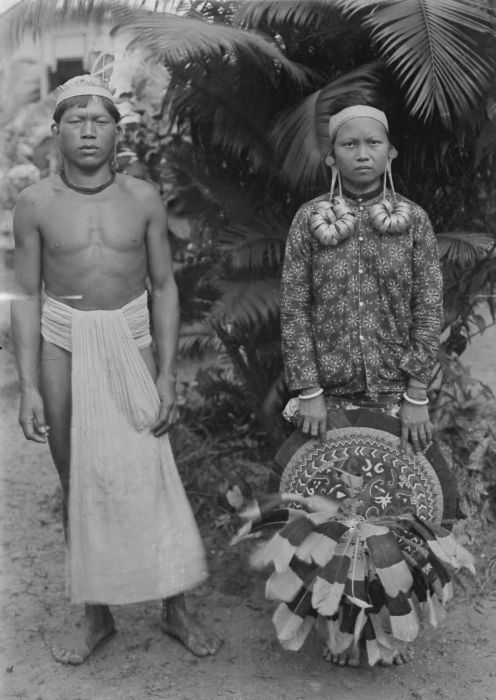
Dayak-Mann und -Frau

Die Tradition, sowohl bei Mädchen als auch bei Jungen die Ohrläppchen mit schweren Gewichten oder Metallringen zu verlängern, wurde von den Stämmen der Iban, Kayan, Parks und Dayak Punan praktiziert. Verwendet wurden zum einen massige metallene Ohrgewichte, die an schlaufenartigen Ohrläppchen hingen. Dazu wurden bereits in der frühen Kindheit eiserne Gewichte in die durchstochenen Ohrläppchen gehängt, um die Ohrläppchen langsam zu dehnen. Die Gewichte wurden graduell erhöht, bis die gewünschte Länge erreicht war.
Bei den Kayan waren die gedehnten Ohrläppchen ein Zeichen für die Würde des Trägers. In Dörfern des oberen Mahakam war die Länge ein Zeichen für das Alter des Trägers, nachdem für jedes Lebensjahr ein weiterer Ring in den Ohrläppchen ergänzt wurde. Nach einer weiteren Ansicht war der Brauch eine Übung in Geduld und in der Leidensfähigkeit, die Gewichte in den Ohren zu ertragen. Nach Meinung von John Cyprian Thambun Anyang diente die Tradition der langen Ohren dazu, die Identität der Stämme auszuweisen. Die Tradition der Langohren verschwand mit dem Auftreten von Missionaren in den Siedlungen während der niederländischen Kolonialzeit und wurde in Borneo in den Nachkriegsjahren nicht weiter fortgesetzt. Es stellte sich als ein gesellschaftliches Stigma dar, was dazu führte, dass manche ihre langen Ohrläppchen abschnitten, weil sie nicht als altmodisch gelten wollten. Nur eine ländliche Minderheit der Dayak führte die Tradition des Verlängerns weiter. Die Gewichte wurden als Gasing bezeichnet, was das Dayak-Wort für Kreisel ist. Sie waren hohl gegossen und bestanden aus Bronze und Messing.

## Religion
Ursprünglich hatte in der Regel jedes Dayakvolk eine eigene, animistische Lokalreligion, häufig mit Schamanen und mit eigenen Göttern und Bräuchen. Da im Laufe des 20. Jahrhunderts viele Dayak zum Christentum oder Islam konvertierten und christliche und muslimische Missionare auch weiterhin unter den animistischen Dayak tätig sind, führen viele der ursprünglichen Dayakreligionen ein Randdasein und sterben langsam aus. Einige Dayakgruppen, die auf indonesischem Staatsgebiet leben und noch ihrer traditionellen Religion anhaften (wie die Ngaju), bezeichnen diese in heutiger Zeit als Kaharingan, was offiziell als Variante des Hinduismus angesehen wird. Dies ist notwendig, da die indonesische Regierung nur sogenannte Buchreligionen toleriert, die meisten Dayakvölker jedoch keine Schrift besaßen und so auch keinerlei Aufzeichnungen über ihre jeweilige Religion erstellen konnten.
Generell ist eine Tendenz zu einer rituellen Revitalisierung der indigenen animistischen Religionen auf Borneo zu beobachten, die zur Verbreitung der hinduistische Elemente enthaltenden Volksreligion Kaharingan führt.